# Papaver pygmaeum
Papaver pygmaeum (лат.) — многолетнее травянистое растение, вид рода Мак (Papaver) семейства Маковые (Papaveraceae), произрастает в Северной Америке.

## Распространение и местообитание
Papaver pygmaeum встречается в Северной Америке, где произрастает в Британской Колумбии, Альберте (Канада) и Монтане (США). Ареал растения представляет собой узкую полосу на пересечении трёх границ. Известно около 23 популяций, в основном в Монтане, несколько в Альберте и одно в Британской Колумбии. Мак присутствует во многих местах в Национальном парке Глейшер в США.
Растёт в высокогорной среде обитания в альпийском климате на каменистой местности, такой как осыпи и горные склоны.

## Ботаническое описание
P. pygmaeum — многолетнее растение, растущее из стержневого корня. Стебель высотой до 12 см. Сине-зелёные листья до 5 см в длину. Ширина цветка около 2 см. Лепестки жёлтые, оранжево-розовые или оранжевые с жёлтым пятном. Плод представляет собой коробочку с жёсткими волосками длиной около 1,5 см. Цветение происходит в июле-августе.